# キラメク
「キラメク」は、yozuca*の10枚目のシングル。2006年4月26日にLantisから発売された。

## 概要
前作「たったひとつだけ」から2ヶ月ぶりのリリースとなる2006年2作目のシングル。本CDと同時に自身の11枚目のシングル『君とあしたへ』が同時発売された。また、2作目のアルバム『nico.』製作中に喉を痛め療養中だった本人の復帰作でもある。
表題曲「キラメク」は、テレビアニメ『女子高生 GIRL'S-HIGH』のオープニングテーマとして使用された。

## 収録曲
1. キラメク [3:20]
作詞：mavie、作曲：黒須克彦、編曲：鈴木マサキ
2. 春の日 [3:51]
作詞：yozuca*、作曲・編曲：渡辺拓也
3. キラメク（off vocal）
4. 春の日（off vocal）

## 楽曲解説
キラメク
レコーディング時は、声帯を崩していたので、「私は出来る」、「絶対負けない」など自分を励ましてレコーディングに臨んだという。また、崩している声帯を利用してやれと思い立ち、Aメロの部分で声が切ないように使ってやろうと思い、声は擦れていることから一生懸命な雰囲気が出て「決意」という部分が出たという。
春の日
作詞は自身が手掛けており、春のリリースであり楽曲のもつ爽やかさなどが、進路や幼馴染の仲間がそれぞれ新しい生活を迎えるためにこれから始まる未来や希望といった情景が浮かぶような詞を書きたくて、ある一つの街で子供の頃から共に過ごしてきたがそれぞれが大人になっていき離れていくが、心の中では一緒にいて気持ちは離れていないというメッセージが込められている。

## 収録アルバム
| 曲名     | 収録アルバム                                    | 備考                                                     |
| -------- | ----------------------------------------------- | -------------------------------------------------------- |
| キラメク | yozuca* 10th Anniversary Best                   | yozuca*のベストアルバム。                                |
| キラメク | 女子高生 GIRL'S-HIGH オリジナルサウンドトラック | テレビアニメ『女子高生 GIRL'S-HIGH』のサウンドトラック。 |
| キラメク | Ageha                                           | yozuca*の3作目のオリジナルアルバム。                     |
| 春の日   | Ageha                                           | yozuca*の3作目のオリジナルアルバム。                     |